# Здобутки астрономії та фізики космосу
Здобутки астрономії та фізики космосу (англ. Advances in Astronomy and Space Physics) — український англомовний астрономічний журнал, основною ціллю якого є публікація статей молодих науковців з астрономії, астрофізики, фізики космосу, а також публікація запрошених оглядових статей.
Політика журналу включає виключно англійську мову публікації робіт і підготовку манускриптів виключно в форматі LaTeX.

## Історія
Журнал був заснований 2011 року Київським національним університетом імені Тараса Шевченка та Головною астрономічною обсерваторією НАНУ, офіційно зареєстрований 2012 року і включений до списку фахових видань МОН 2013 року.

## Індексування
- Входить до переліку наукових фахових видань МОН, в яких можуть публікуватися результати дисертаційних робіт на здобуття наукових ступенів доктора наук, кандидата наук та ступеня доктора філософії[4]
- Індексується Web of Science, включений ним до Emerging Sources Citation Index[5]